# Colette (restaurant)
Colette - De Vijvers is een restaurant in Averbode (België). Colette opende op 21 januari 2016. Thijs Vervloet leidt de zaak, zijn echtgenote Lore Leys neemt de taak van gastvrouw van het restaurant op.
De naam van het restaurant verwijst naar hun grootmoeder Colette Leemans, op haar beurt dochter van kokkin Anna Holemans die actief was voor de vlakbij wonende prinselijke familie De Merode en samen met Colette als zelfstandig traiteurs met feestzaal. Thijs Vervloet kreeg zijn eerste opleiding van grootmoeder Colette. Het voormalige restaurant in de Sint-Lambertusstraat is de oude woning van Colette Leemans, ook het zilveren bestek is geërfd.
Chef-kok Thijs Vervloet, werkte na zijn opleiding in Hotelschool Ter Duinen voor onder meer Hof ter Hulst (Hulshout), Magis (Tongeren), L'Atelier de Joël Robuchon in Parijs en 't Fornuis en 't Zilte, beide in Antwerpen. In 't Zilte was hij souschef. In 2019 werd hij Jonge Chef van het Jaar voor Vlaanderen.

## Onderscheidingen
Op 8 november 2016 werd de gids GaultMillau van 2017 voorgesteld waar Colette bij een eerste vermelding een 14/20 binnenhaalde. Bij de voorstelling van de Michelingids 2017 op 21 november 2016 werd aangekondigd dat Colette een Michelinster kreeg. In 2022 ontving Colette een tweede Michelinster.